# Урждон
Урждон — река в России, протекает по Алагирскому району Северной Осетии. Длина реки около 3 километров.
Начинается на склоне горы Ходвцек к востоку от Верхнего Згида. Течёт на юг и впадает в Садон.

## Данные водного реестра
По данным государственного водного реестра России относится к Западно-Каспийскому бассейновому округу, водохозяйственный участок реки — Ардон. Речной бассейн реки — реки бассейна Каспийского моря междуречья Терека и Волги.
Код объекта в государственном водном реестре — 07020000112108200003214.